# Aulus Cluentius Habitus (Präfekt)

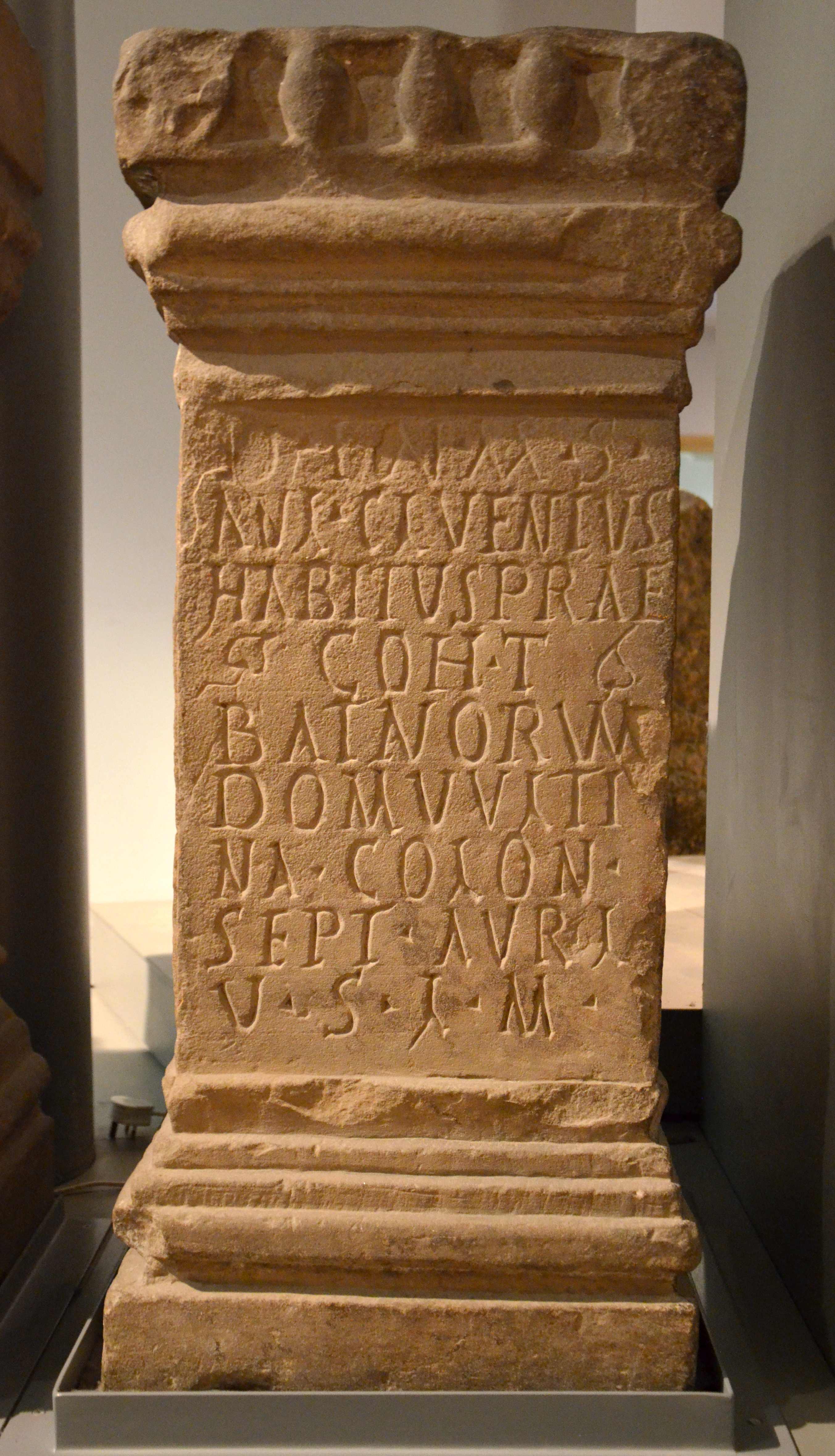
Der Altar mit der Inschrift

Aulus Cluentius Habitus war ein im 3. Jahrhundert n. Chr. lebender Angehöriger des römischen Ritterstandes (Eques).
Durch eine Weihinschrift auf einem Altar, der beim Kastell Brocolitia gefunden wurde und der bei der Epigraphik-Datenbank Clauss-Slaby auf 201/230 datiert wird, ist belegt, dass Habitus Präfekt der Cohors I Batavorum war, die zu diesem Zeitpunkt in der Provinz Britannia stationiert war.
Er war in der Tribus Voltinia eingeschrieben und stammte aus Colonia Septimia Aurelia Larinum, dem heutigen Larino.